# 里德·福克斯

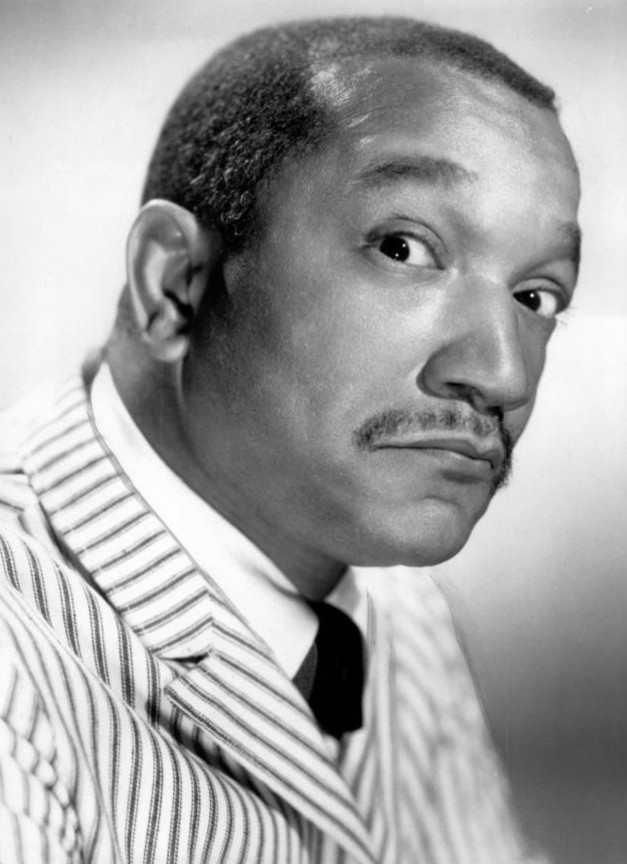
里德·福克斯

里德·福克斯 （1922年12月9日 - 1991年10月11日）是一位美国棟篤笑演员 ，生于密苏里州圣路易斯。  他曾在龍虎黑煞星中亮相。福克斯曾赢得了一次金球奖，并获得另外三项金球奖提名以及三项黄金时段艾美奖提名。 